# Brères
Brères è un comune francese di 30 abitanti situato nel dipartimento del Doubs, nella regione della Borgogna-Franca Contea.

## Società

### Evoluzione demografica
Abitanti censiti